# Jemmal
Jemmal este un oraș în Guvernoratul Monastir, Tunisia.

## Personalități
- Taïeb Baccouche, minsitru